# Margot Grahame

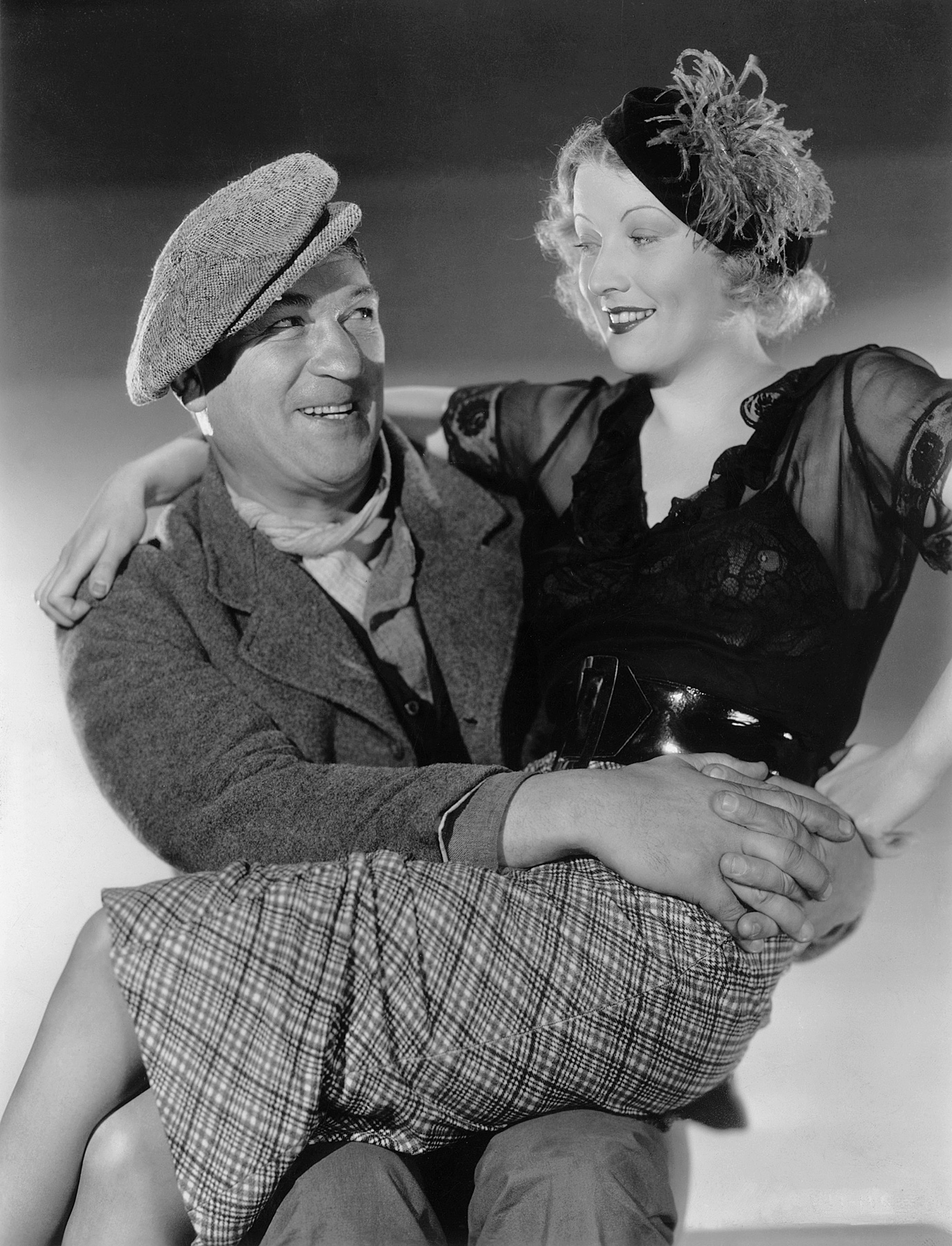
Avec Victor McLaglen, dans Le Mouchard (1935, photo promotionnelle)

Margot Grahame est une actrice britannique, née Margaret Clark le 20 février 1911 à Canterbury (Kent, Angleterre), morte le 1er janvier 1982 à Londres (Angleterre).

## Biographie
Sous le pseudonyme de Margot Grahame, elle débute au cinéma en 1930 dans son pays natal et contribue d'abord à vingt-trois films britanniques jusqu'en 1935. Cette année-là, tentant sa chance à Hollywood à la faveur d'un contrat avec la RKO Pictures, elle tient l'un de ses rôles les plus connus, celui de la prostituée Katie Madden, aux côtés de Victor McLaglen, dans Le Mouchard de John Ford, son premier film américain. La même année, elle personnifie Milady de Winter dans Les Trois Mousquetaires, adaptation cinématographique du roman Les Trois Mousquetaires d'Alexandre Dumas, avec Walter Abel (qu'elle retrouvera dans trois autres films) interprétant D'Artagnan. En 1938, elle est Annette de Remy dans Les Flibustiers de Cecil B. DeMille, avec Fredric March (Jean Lafitte). Plus tard, en 1952, elle apparaît dans un autre « film de pirates », Le Corsaire rouge de Robert Siodmak, avec Burt Lancaster.
En tout, elle tourne dans quarante-sept films (partageant sa carrière entre le Royaume-Uni et les États-Unis), le dernier étant Sainte Jeanne d'Otto Preminger (adaptation de la pièce éponyme de George Bernard Shaw), sorti en 1957, avec Jean Seberg (rôle-titre) et Richard Widmark (Le dauphin Charles).
À la télévision, Margot Grahame collabore à quatre séries de 1956 à 1959, année où elle se retire définitivement.
Enfin, au théâtre, outre des prestations dans son pays natal, elle se produit en 1942 à Broadway (New York), dans deux pièces, dont l'une mise en scène par Elia Kazan.

## Filmographie partielle

### Films britanniques
- 1930 : Rookery Nook de Tom Walls
- 1931 : The Love Habit d'Harry Lachman
- 1932 : Illegal de William C. McGann
- 1933 : Yes, Mr. Brown d'Herbert Wilcox et Jack Buchanan
- 1933 : I Adore You de George King
- 1933 : Prince of Arcadia d'Hanns Schwarz
- 1933 : Timbuctoo de Walter Summers et Arthur B. Woods
- 1934 : The Broken Melody (en) de Bernard Vorhaus
- 1934 : L'amour triomphe ou Drame à Hollywood (Falling in Love) de Monty Banks
- 1948 : Broken Journey de Ken Annakin
- 1949 : The Romantic Age d'Edmond T. Gréville
- 1951 : I'll get you for This de Joseph M. Newman
- 1952 : Enquête à Venise (Venetian Bird) de Ralph Thomas
- 1953 : L'Opéra des gueux (The Beggar's Opera) de Peter Brook

### Films américains
(sauf mention complémentaire)
- 1935 : Le Mouchard (The Informer) de John Ford
- 1935 : The Arizonian de Charles Vidor
- 1935 : Les Trois Mousquetaires (The Three Musketeers) de Rowland V. Lee
- 1936 : Le Mystère de Mason Park (Two in the Dark) de Benjamin Stoloff
- 1936 : Fausse Monnaie (Counterfeit) d'Erle C. Kenton
- 1936 : Make Way for a Lady de David Burton
- 1936 : Night Waitress de Lew Landers
- 1937 : Michel Strogoff (The Soldier and the Lady) de George Nichols Jr.
- 1937 : Sunday Night at the Trocadero de George Sidney (court métrage ; elle-même)
- 1937 : L'Avocat criminel (en) (Criminal Lawyer) de Christy Cabanne
- 1937 : Fight for Your Lady de Benjamin Stoloff
- 1938 : Les Flibustiers (The Buccaneer) de Cecil B. DeMille
- 1947 : Ambre (Forever Amber) d'Otto Preminger (rôle supprimé au montage)
- 1947 : The Fabulous Joe d'Harve Foster
- 1949 : Cagliostro (Black Magic) de Benjamin Stoloff et Orson Welles (film américano-italien)
- 1952 : Le Corsaire rouge (The Crimson Pirate) de Robert Siodmak
- 1957 : Sainte Jeanne (Saint Joan) d'Otto Preminger

## Théâtre (sélection)

### À Broadway
- 1942 : Heart of a City de Lesley Storm, avec Romney Brent, Dennis Hoey
- 1942 : The Strings, my Lord, are false de Paul Vincent Carroll, mise en scène d'Elia Kazan, avec Ruth Gordon, Walter Hampden

### À Londres
- 1943-1944 : Hamlet de William Shakespeare, mise en scène de Tyrone Guthrie, musique de scène de Constant Lambert, avec Pamela Brown, Robert Helpmann, Yvonne Mitchell, Basil Sydney